# Max Baermann Holding
Die Max Baermann GmbH ist ein deutscher Magnethersteller mit Sitz in Wulfshof bei Bergisch Gladbach auf dem Gelände der ehemaligen Grube Berzelius. Das Unternehmen entwickelte die kunststoffgebundenen Dauermagnete.

## Geschichte
Der Unternehmensgründer Max Baermann (12. Februar 1903 – 2. April 1984) arbeitete bis zum Beginn der 1930er Jahre als Angestellter bei Dynamit Nobel in Troisdorf. 1926 gründete er in seinen Privaträumen das Unternehmen. Im Jahr 1934 erfand er – eher durch einen Zufall – den kunststoffgebundenen Magneten (TROMALIT), der aus gepresstem Eisen-Bakelitpulver bestand. Er meldete die Erfindung zum Patent an, das ihm 1938 erteilt wurde.
Im Jahr 1935 verlegte er das Unternehmen in Firmenräume in Köln-Dellbrück. Für den Volksempfänger produzierte die Max Baermann GmbH neben dem Magnet-Lautsprecher auch das Baermannsche Kunststoffgehäuse und für den KdF-Wagen einen Winkelantrieb für dessen Tachometer. In den Kriegsjahren des Zweiten Weltkrieges produzierte die Max Baermann GmbH unter anderem Haftminen und Panzerabwehrwaffen. 1943 zog das Unternehmen kriegsbedingt aus Köln-Dellbrück nach Wulfshof.  Durch Tarnung der Firma wurde die Zerstörung der damals kriegswichtigen Produktionsanlagen verhindert. Gegen Kriegsende beteiligte sich die Firma – zusammen mit der Dynamit Nobel – auch an der Entwicklung von Nitropenta-Schnüren zur Flugabwehr.
Nach Ende des Zweiten Weltkrieges arbeitete die Firma hauptsächlich als Zulieferer für Hauswirtschaftsgeräte, wie Waschmaschinen, Kühlschränke und Kochherde. 1956 erfand Max Baermann, der in seinem Leben 876 Patente anmeldete, für die General Tire and Rubber Company ein flexibles Magnetgummi (TROMAFLEX) zur Verwendung als Kühlschranktürmagnet, um ein versehentliches Einschließen im Kühlschrank durch die damals gebräuchlichen Schnappschlösser die damit verbundenen Unglücksfälle zu verhindern. Solches flexible Magnetgummi wird heute standardmäßig in allen Dichtungen für Kühlschranktüren verbaut.

### Tochterfirmen und jüngere Geschichte
1962 trat der Sohn des Firmengründers Horst M. Baermann (* 28. Mai 1935 in Köln), in das Unternehmen ein und gründete zahlreiche Tochterfirmen im In- und Ausland unter anderem 1966 Rheinmagnet in Rösrath.
Im Jahr 1979 wurde in Spartanburg, im US-Bundesstaat South Carolina, die Baermann  Magnetics  Inc. gegründet. In den 1980er Jahren wurde ein weiteres Anwendungsfeld – die Magnetfeldtherapie – erschlossen und Dauermagnete für therapeutische Zwecke (BIOFLEX) entwickelt. Im Jahr 1984 wurde in Sheffield eine weitere Firma, die Anchor  Magnets  Ltd.  gegründet, die 1999 verkauft wurde.
In den 1990er Jahren wurden verschiedene Joint-Ventures mit indischen Investoren initiiert (1992 Magnaplast Technologies Ltd.; 1995 Magnetic Meter Systems). Anfang des 21. Jahrhunderts weitete die Max Baermann GmbH ihre Produktion mit einem Joint Venture – der Polyflex Magnets Ltd. – auf den chinesischen Markt aus. Am 21. September 2001 wurden die deutschen Firmen und Tochtergesellschaften im Ausland unter dem Dach der Max Baermann Holding AG zusammengeschlossen. 2006 folgte in der Nähe von Shanghai die Gründung der Baermann Magnets Suzhou Co. Ltd., Ende 2006 zog sich Horst M. Baermann aus dem operativen Geschäft zurück, und sein Sohn Holger Baermann wurde am 1. Januar 2010 Vorstandsvorsitzender der Max Baermann Holding AG.
Die Holding besteht heute aus drei Produktionsstätten zur Herstellung von Spritzgießmagneten: der Max Baermann GmbH (Bergisch Gladbach), S. Müller GmbH & Co. Werkzeugbau KG (Neunkirchen-Seelscheid) und Baermann Magnets Co. Ltd. (Suzhou, China) sowie der Tool Tech GmbH (Neunkirchen), einer Firma zur Herstellung von Maschinen zur Herstellung von Spritzgießmagneten und der AES GmbH (Lindlar), die Förderanlagen und Handling-Vorrichtungen herstellt.
2015 wurde bekannt, dass die Max Baermann GmbH eine weitere Produktionsstätte in Lindlar errichten wird.

## Produktpalette
Die Holding zählt seit Jahrzehnten zu den führenden Herstellern von kunststoffgebundenen Dauermagneten, die hauptsächlich in Schritt- und Mikromotoren, Magnetfiltern, in Armaturen, Sensoren, Quarzuhren, Instrumenten und Peripheriegeräten zum Einsatz kommen. Hauptkunde ist die Automobilindustrie. Baermann-Bremsmagnete werden in Stromzählern eingesetzt. Für Siemens hat Baermann mehr als 20 Millionen Stück davon hergestellt.
Als Werkstoffe für die kunststoffgebundenen Magnete werden Barium- und Strontiumferrite, Neodym-Eisen-Bor und Samarium-Cobalt eingesetzt.